# Pseudarhaphes fleutiauxi
Pseudarhaphes fleutiauxi là một loài bọ cánh cứng trong họ Elateridae. Loài này được Dolin & Girard miêu tả khoa học năm 1998.